# 佩列瓦利诺耶农村居民点
佩列瓦利诺耶农村居民点（俄语：Переваленское сельское поселение）是俄罗斯联邦沃罗涅日州波德戈连斯基区所属的一个农村居民点。其下辖有4个居民点，行政中心为佩列瓦利诺耶。据2016年统计，该农村居民点的人口为862人。